# Tumen Dashtseveg
Tumen Dashtseveg és la cap del departament d'Antropologia i Arqueologia de la Universitat Nacional de Mongòlia, Ulan Bator (Mongòlia).

## Carrera
Tumen va fer el seu doctorat a la Universitat Estatal de Moscou en Antropologia. S'especialitza en paleoantropologia, biologia esquelètica humana, paleodemografia, paleopatologia, variació racial i poblacions històriques de Mongòlia i el nord d'Àsia.

## Publicacions
- Dashtseveg, Tumen; Fenner, Jack N.; Dorjpurev, Khatanbaatar «Food fit for a Khan: stable isotope analysis of the elite Mongol Empire cemetery at Tavan Tolgoi, Mongolia» (en anglès). Journal of Archaeological Science, 46, 2014, pàg. 231-244.
- Dashtseveg, Tumen «Mongolian origins and cranio-morphometric variability» (en anglès). Bioarchaeology of East Asia: movement, contact, health. University Press of Florida [Gainesville], 2013, pàg. 85-109.